# Ilyes Ziani
Ilyes Ziani (20 juni 2003) is een Marokkaans-Belgisch voetballer die onder contract ligt bij RWDM.

## Clubcarrière

### Union Sint-Gillis
Ziani ondertekende in augustus 2021 zijn eerste profcontract bij Union Sint-Gillis. 
Ziani maakte op 15 december 2021 zijn officiële debuut in het eerste elftal van de club: in de competitiewedstrijd tegen Zulte Waregem (0-2-winst) viel hij in de 82e minuut in voor Dante Vanzeir. In het vicekampioenseizoen mocht hij in de Jupiler Pro League vier keer invallen van trainer Felice Mazzù, weliswaar telkens pas na de 80e minuut. Ook onder diens opvolger Karel Geraerts kreeg hij speelkansen: op de tweede competitiespeeldag mocht hij in de 1-0-zege tegen Sporting Charleroi in de 64e minuut invallen voor Simon Adingra, en vier dagen later kreeg hij zelfs een korte invalbeurt in de Champions League-kwalificatiewedstrijd tegen Rangers FC.

### SL16 FC
Op 26 augustus 2022 werd Ziani voor een seizoen seizoen uitgeleend aan Standard Luik, weliswaar met de bedoeling om hem te laten uitkomen voor het tweede elftal van de club in Eerste klasse B. Met zes competitiedoelpunten – vijf in de reguliere competitie, één in de play-downs – werd Ziani dat seizoen clubtopschutter van SL16 FC. Na afloop van het seizoen lichtte Standard de aankoopoptie in het huurcontract, waardoor Ziani op definitieve basis de overstap maakte naar de Luikenaars.
In juli 2023 was Ziani een van de zeven jongeren die met het eerste elftal van Standard mee op zomerstage in Nederland mochten. De linksbuiten ging zelfs mee op de foto met de A-kern, hoewel hij tijdens de oefencampagne van het eerste elftal niet veel aan spelen was toegekomen. Ziani speelde in zijn tweede seizoen in Luikse loondienst 26 competitiewedstrijden voor SL16 FC, waarin hij slechts één keer de netten deed trillen. Op het einde van het seizoen degradeerde SL16 FC uit Eerste klasse B. Bij het eerste elftal van Standard kwam Ziani in het seizoen 2023/24 niet verder dan een wedstrijdselectie tegen KV Mechelen op de slotspeeldag van de Europe play-offs.
Ziani startte ook het seizoen 2024/25 met de eerste ploeg van Standard. In de eerste oefenwedstrijd van het nieuwe seizoen deed hij tegen Aubel FC de netten trillen. Nadien liet trainer Ivan Leko hem ook meespelen in de oefenwedstrijden tegen FCV Dender EH, Rangers FC, NEC en Norwich City. Op de openingsspeeldag van de Jupiler Pro League nam Ivan Leko hem op in de wedstrijdselectie voor de verplaatsing naar KRC Genk. Kort daarop werd hij gelinkt aan RWDM, de club van Standard-doelwit Ilay Camara.

### RWDM
Op 13 augustus 2024 kondigde RWDM aan dat Ziani, net als Noah Dodeigne, een tweejarig contract met optie op een extra jaar had ondertekend in het Edmond Machtensstadion. Omgekeerd maakte Ilay Camara op huurbasis de overgang van RWDM naar Standard. Ziani kreeg op de openingsspeeldag van de Challenger Pro League meteen een basisplaats tegen Patro Eisden Maasmechelen. De Brusselaar, die door Yannick Ferrera als vrije rol als aanvallende middenvelder kreeg, scoorde vervolgens in de daaropvolgende competitiewedstrijden tegen Lommel SK, KAS Eupen en Lierse SK. Op de vijfde competitiespeeldag was Ziani dan weer goed voor drie assists in de 0-3-zege tegen Jong Genk.

## Clubstatistieken
| Seizoen         | Club              | Land            | Competitie      | Competitie | Competitie | Beker | Beker | Supercup | Supercup | Europees | Europees | Totaal | Totaal |
| Seizoen         | Club              | Land            | Competitie      | Wed.       | Dlp.       | Wed.  | Dlp.  | Wed.     | Dlp.     | Wed.     | Dlp.     | Wed.   | Dlp.   |
| --------------- | ----------------- | --------------- | --------------- | ---------- | ---------- | ----- | ----- | -------- | -------- | -------- | -------- | ------ | ------ |
| 2021/22         | Union Sint-Gillis | Vlag van België | Eerste klasse A | 4          | 0          | 0     | 0     | —        | —        | —        | —        | 4      | 0      |
| 2022/23         | Union Sint-Gillis | Vlag van België | Eerste klasse A | 2          | 0          | 0     | 0     | —        | —        | 1        | 0        | 3      | 0      |
| 2022/23         | → SL16 FC         | Vlag van België | Eerste klasse B | 27         | 6          | —     | —     | —        | —        | —        | —        | 27     | 6      |
| 2023/24         | SL16 FC           | Vlag van België | Eerste klasse B | 26         | 1          | —     | —     | —        | —        | —        | —        | 26     | 1      |
| 2024/25         | RWDM              | Vlag van België | Eerste klasse B | 13         | 6          | 1     | 0     | —        | —        | —        | —        | 14     | 6      |
| Carrière totaal | Carrière totaal   | Carrière totaal | Carrière totaal | 72         | 13         | 1     | 0     | 0        | 0        | 1        | 0        | 74     | 13     |

Bijgewerkt op 16 december 2024.

## Interlandcarrière
In september 2022 riep Mohamed Ouahbi, bondscoach van Marokko –20, hem op voor het vriendschappelijke drieluik tegen Australië, Engeland en Chili. In juni 2023 selecteerde Ouahbi hem voor het Tournoi Maurice Revello, een oefentoernooi in Frankrijk. Ziani kwam er in actie in alle drie de groepswedstrijden, alsook in de wedstrijd om de zevende plaats tegen Venezuela. In de groepswedstrijden tegen Japan en Panama was hij telkens goed voor een assist.